# 日本同一站名、同一市町村所在地車站列表
日本同一站名、同一市町村所在地車站列表，是日本擁有同一站名且位於同一市町村但為不同鐵路車站的列表。

## 北海道地方
- 琴似站 - JR北海道、札幌市營地下鐵
- 白石站 - JR北海道、札幌市營地下鐵

## 東北地方
- 石川站 - JR東日本、弘南鐵道

## 關東地方
- 淺草站 - 東武、東京地下鐵、都營地下鐵、首都圏新都市鐵道
- 早稻田站 - 都電荒川線（路面電車停留場）、東京地下鐵
- 弘明寺站 - 京急、横浜市營地下鐵

## 中部地方
- 堀田站 - 名鐵、名古屋市營地下鐵
- 春日井站 - JR東海、名鐵（名鐵首先使用此名，JR將鳥居松站改名而來。）
- 味美站 - 名鐵、東海交通事業
- 名古屋港站 - JR貨物、名古屋市營地下鐵
- 草薙站 - 靜岡鐵道、JR東海
- 野野市站 - 北陸鐵道、IR石川鐵道

## 近畿地方
- 十條站 - 近鐵、京都市營地下鐵

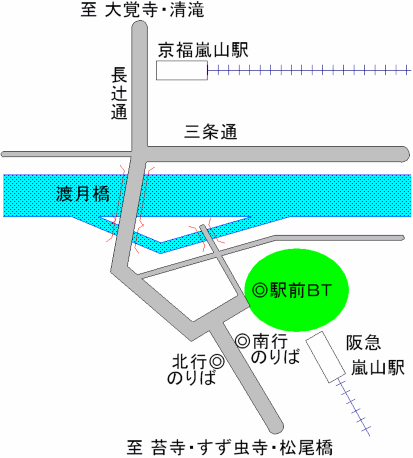
京都的二個嵐山站。

大阪市福島區的福島站和野田站的位置。

- 嵐山站 - 京福電氣鐵道、阪急（處於不同的行政區）
- 木幡站 - JR西日本、京阪
- 宇治站 - JR西日本、京阪
- 吹田站 - JR西日本、阪急
- 中津站 - 阪急[1]、Osaka Metro
- 大阪梅田站 - 阪神、阪急
- 福島站 - JR西日本、阪神
- 野田站 - JR西日本、阪神
- 今里站 - 近鐵、Osaka Metro
- 難波站 - 南海、Osaka Metro
- 平野站 - JR西日本、Osaka Metro
- 尼崎站 - JR西日本、阪神（阪神首先使用此名，JR將神崎站改名而來。）
- 塚口站 - JR西日本、阪急
- 伊丹站 - JR西日本、阪急
- 西宮站 - JR西日本、阪神（阪神首先使用此名，JR將西之宮站改名而來。）
- 蘆屋站 - 阪神、JR西日本
- 住吉站 - JR西日本、神戶新交通、阪神
- 御影站 - 阪神、阪急
- 春日野道站 - 阪神、阪急
- 長田站 - 神戶電鐵、神戶市營地下鐵
- 市場站 - JR西日本、神戶電鐵

## 中國地方
- 白島站 - 廣島電鐵（路面電車停留場）、廣島高速交通

## 四國地方
- 朝倉站 - 土佐電交通（路面電車停留場）、JR四國
- 枝川站 - 土佐電交通（路面電車停留場）、JR四國
- 伊野站 - 土佐電交通（路面電車停留場）、JR四國

## 九州地方
- 城野站 - JR九州、北九州高速鐵道
- 志井站 - JR九州、北九州高速鐵道
- 郡元站 - 鹿兒島市電（路面電車停留場）、JR九州
- 谷山站 - 鹿兒島市電（路面電車停留場）、JR九州

## 曾經存在的同名車站

### 北海道地方
| 站名     | 現有車站的公司 | 以前有同名車站的公司 | 詳細 | 消除相同站名的日期 |
| -------- | -------------- | -------------------- | ---- | ------------------ |
| 東札幌站 | 札幌市營地下鐵 | 日本國有鐵道         | 廢站 | 1986年11月1日      |

### 東北地方
| 站名   | 現有車站的公司 | 以前有同名車站的公司       | 詳細 | 消除相同站名的日期 |
| ------ | -------------- | -------------------------- | ---- | ------------------ |
| 土崎站 | JR東日本       | 秋田市電（路面電車停留場） | 廢站 | 1966年3月31日      |

### 關東地方
| 站名     | 現有車站的公司 | 以前有同名車站的公司 | 詳細                           | 消除相同站名的日期 |
| -------- | -------------- | -------------------- | ------------------------------ | ------------------ |
| 蒲田站   | JR東日本、東急 | 京急                 | 改名為京浜蒲田                 | 1925年11月1日      |
| 川崎站   | JR東日本       | 京急                 | 改名為京浜川崎                 | 1925年11月1日      |
| 鶴見站   | JR東日本       | 京急                 | 改名為京浜鶴見                 | 1925年11月1日      |
| 船橋站   | JR東日本、東武 | 京成                 | 改名為京成船橋                 | 1931年11月18日     |
| 津田沼站 | JR東日本       | 京成                 | 改名為京成津田沼               | 1931年11月18日     |
| 幕張站   | JR東日本       | 京成                 | 改名為京成幕張                 | 1931年11月18日     |
| 稻毛站   | JR東日本       | 京成                 | 改名為京成稻毛                 | 1931年11月18日     |
| 千葉站   | JR東日本       | 京成                 | 改名為京成千葉（現為千葉中央） | 1931年11月18日     |
| 酒酒井站 | JR東日本       | 京成                 | 改名為京成酒酒井               | 1931年11月18日     |
| 成田站   | JR東日本       | 京成                 | 改名為京成成田                 | 1931年11月18日     |

### 中部地方
| 站名     | 現有車站的公司 | 以前有同名車站的公司 | 詳細 | 消除相同站名的日期 |
| -------- | -------------- | -------------------- | ---- | ------------------ |
| 小牧原站 | 名古屋鐵道     | 桃花台新交通         | 廢站 | 2006年10月1日      |

### 近畿地方
| 站名     | 現有車站的公司        | 以前有同名車站的公司       | 詳細                               | 消除相同站名的日期 |
| -------- | --------------------- | -------------------------- | ---------------------------------- | ------------------ |
| 三井寺站 | 京阪                  | 江若铁道                   | 改名为三井寺下（后线路及车站废止） | 1925年9月          |
| 稻荷站   | JR西日本              | 京阪                       | 改名為稻荷神社前（現為伏見稻荷）   | 1935年12月25日     |
| 稻荷站   | JR西日本              | 京都市電（路面電車停留場） | 廢站                               | 1970年4月1日       |
| 太秦站   | JR西日本              | 京福                       | 改名為太秦廣隆寺                   | 2007年3月19日      |
| 五條站   | 京都市營地下鐵        | 京阪                       | 改名為清水五條                     | 2008年10月19日     |
| 四條站   | 京都市營地下鐵        | 京阪                       | 改名為祇園四條                     | 2008年10月19日     |
| 丹波橋站 | 京阪                  | 京都市電（路面電車停留場） | 廢站                               | 1970年4月1日       |
| 伏見站   | 近鐵京都線            | 京阪                       | 改名為伏見桃山                     | 1915年11月11日     |
| 丸太町站 | 京都市營地下鐵        | 京阪                       | 改名為神宮丸太町                   | 2008年10月19日     |
| 桃山站   | JR西日本              | 京阪                       | 改名為丹波橋                       | 1913年7月29日      |
| 茨木站   | JR西日本              | 大阪高速鐵道               | 改名為宇野邊                       | 1997年4月1日       |
| 守口站   | 京阪                  | 大阪市電（路面電車停留場） | 廢站                               | 1969年4月1日       |
| 關目站   | 京阪                  | 大阪市營地下鐵             | 改名為關目高殿                     | 1997年8月29日      |
| 梅田站   | Osaka Metro           | JR貨物                     | 廢站                               | 2013年4月1日       |
| 梅田站   | Osaka Metro           | 阪神·阪急                  | 改名為大阪梅田站                   | 2019年10月1日      |
| 淀川站   | 阪神                  | 日本國有鐵道               | 廢站                               | 1982年11月15日     |
| 平野站   | JR西日本、Osaka Metro | 南海                       | 廢站                               | 1980年11月28日     |
| 玉出站   | Osaka Metro           | 南海                       | 與岸之里統一為岸里玉出             | 1993年4月18日      |
| 大阪港站 | Osaka Metro           | 日本國有鐵道               | 廢站                               | 1984年2月1日       |
| 八尾站   | JR西日本              | 大阪電氣軌道               | 改名為大軌八尾（現為近鐵八尾）     | 1928年8月          |
| 西灘站   | 阪神                  | 阪急                       | 改名為王子公園                     | 1984年6月1日       |
| 神戶站   | JR西日本              | 阪神                       | 改名為三宮（現為神戶三宮）         | 1936年3月18日      |
| 神戶站   | JR西日本              | 阪急                       | 改名為三宮（現為神戶三宮）         | 1968年4月7日       |
| 湊川站   | 神戶電鐵              | 日本國有鐵道               | 廢站                               | 1985年3月14日      |
| 長田站   | 神戶電鐵              | 山陽電氣鐵道               | 廢站                               | 1968年4月7日       |
| 長田站   | 神戶電鐵              | 神戶市電（路面電車停留場） | 廢站                               | 1970年3月15日      |
| 三木站   | 神戶電鐵              | 三木鐵道                   | 廢站                               | 2008年4月1日       |
| 下田站   | JR西日本              | 近畿日本鐵道               | 改名為近畿日本下田（現為近鐵下田） | 1944年6月1日       |
| 郡山站   | JR西日本              | 大阪電氣軌道               | 改名為大軌郡山（現為近鐵郡山）     | 1928年8月          |
| 高田站   | JR西日本              | 大阪電氣軌道               | 改名為大軌高田（現為大和高田）     | 1928年8月          |
| 奈良站   | JR西日本              | 大阪電氣軌道               | 改名為大軌奈良（現為近鐵奈良）     | 1928年8月          |

### 中國地方
| 站名   | 現有車站的公司   | 以前有同名車站的公司 | 詳細 | 消除相同站名的日期 |
| ------ | ---------------- | -------------------- | ---- | ------------------ |
| 兒島站 | JR西日本、JR四國 | 下津井電鐵           | 廢站 | 1991年1月1日       |

### 九州地方
| 站名     | 現有車站的公司 | 以前有同名車站的公司           | 詳細                                                                                    | 消除相同站名的日期 |
| -------- | -------------- | ------------------------------ | --------------------------------------------------------------------------------------- | ------------------ |
| 門司站   | JR九州         | 西日本鐵道（路面電車停留場）   | 廢站                                                                                    | 1985年10月20日     |
| 小倉站   | JR九州、西日本 | 北九州高速鐵道                 | 改名为平和通                                                                            | 1998年4月1日       |
| 城野站   | JR九州         | 西日本鐵道（路面電車停留場）   | 廢站                                                                                    | 1980年11月2日      |
| 戶畑站   | JR九州         | 西日本鐵道                     | 廢站                                                                                    | 1985年10月20日     |
| 西新站   | 日本國有鐵道   | 西日本鐵道（路面電車停留場）   | 廢站                                                                                    | 1975年11月1日      |
| 西新站   | 福岡市地下鐵   | 日本國有鐵道                   | 廢站                                                                                    | 1983年3月22日      |
| 雑餉隈站 | 日本國有鐵道   | 九州鐵道（2代）                | 改名為九鐵雜餉隈（現為雜餉隈） 日本國有鐵道將車站改名南福岡後，西鐵的站名又改為雜餉隈。 | 1940年前後         |
| 白木原站 | 西日本鐵道     | JR九州                         | 改名為大野城                                                                            | 1989年3月11日      |
| 二日市站 | JR九州         | 九州鐵道（2代）                | 改名為九鐵二日市（現為西鐵二日市）                                                      | 1940年頃           |
| 久留米站 | JR九州         | 九州鐵道（2代）                | 改名為九鐵久留米（現為西鐵久留米）                                                      | 1940年頃           |
| 銀水站   | JR九州         | 九州鐵道（2代）                | 改名為九鐵銀水（現為西鐵銀水）                                                          | 1940年頃           |
| 浦上站   | JR九州         | 長崎電氣軌道（路面電車停留場） | 廢站                                                                                    | 1947年5月          |